# Ley Antonia
Lex Antonia (del latín, la ley de Antonio, a veces presentado como el plural leges antoniae, las leyes de Antonio) fue una ley establecida en la antigua Roma en el 44 a. C.
Fue propuesta por Marco Antonio y aprobada por el Senado romano, tras el asesinato de Julio César. Una de sus disposiciones era la abolición de la dictadura. Fue la segunda ley de hacerlo, la primera había sido aprobada después de la segunda guerra púnica, en sustitución de la dictadura con la sentencia definitiva del Senado, sin embargo, la ley anterior había sido esencialmente anulado por las dictaduras posteriores de Sila y César.
La lex Antonia estaba destinada principalmente a proporcionar Antonio, que empezaba su consolidación del poder, con algún apoyo de la clase senatorial, que había sido enajenado por las dictaduras perpetuas de Sila y, especialmente, de César. Al final, esta ley no tuvo éxito ya que, en el año 22 a. C. el Senado le ofreció la dictadura a Augusto, sin embargo, éste la rechazó.
- Datos: Q1996171